# Gynoplistia (Dirhipis) fusca
Gynoplistia (Dirhipis) fusca is een tweevleugelige uit de familie steltmuggen (Limoniidae). De soort komt voor in het Neotropisch gebied.